# 1977 au cinéma
| Années du cinéma : 1974 - 1975 - 1976 - 1977 - 1978 - 1979 - 1980    |
| Décennies du cinéma : 1940 - 1950 - 1960 - 1970 - 1980 - 1990 - 2000 |

Cet article présente les faits marquants de l'année 1977 au cinéma.

## Événements
- 7 février : William Friedkin épouse Jeanne Moreau.
- 24 mars : Roman Polanski est accusé de détournement de mineure à Los Angeles.
- 25 mai : Sortie du premier Star Wars (Un nouvel espoir) de George Lucas sous le titre La Guerre des Étoiles.
- 22 juin : Sortie du film Les Aventures de Bernard et Bianca (The Rescuers) qui donne un regain d’intérêt à l'animation auprès du public et des critiques.
- 1er octobre : Gilles Jacob est désigné délégué général du Festival de Cannes.

## Principaux films de l'année
- À chacun son enfer d'André Cayatte
- L'Ami américain de Wim Wenders
- Annie Hall de Woody Allen
- Les Aventures de Bernard et Bianca de Wolfgang Reitherman, John Lounsbery et Art Stevens
- Cet obscur objet du désir de Luis Buñuel
- Cours après moi shérif de Hal Needham avec Burt Reynolds et Sally Field (un des plus gros succès de l'année aux États-Unis)
- Le Crabe-tambour de Pierre Schoendoerffer
- Diabolo menthe de Diane Kurys
- Les Duellistes de Ridley Scott (Prix de la première œuvre au Festival de Cannes)
- L'espion qui m'aimait de Lewis Gilbert
- La Fièvre du samedi soir de John Badham avec John Travolta
- La Guerre des étoiles de George Lucas
- L'Homme de marbre d'Andrzej Wajda
- L'Homme qui aimait les femmes de François Truffaut
- Le Juge Fayard dit « le Shériff » d'Yves Boisset avec Patrick Dewaere
- Mort d'un pourri de Georges Lautner, avec Alain Delon et Ornella Muti
- Nous irons tous au paradis d'Yves Robert
- Providence d'Alain Resnais
- Rencontres du troisième type de Steven Spielberg
- Suspiria de Dario Argento
- Une journée particulière d'Ettore Scola
- Un pont trop loin de Richard Attenborough

### Principales sorties en salles enFrance
- 12 janvier : Le Désert des Tartares, (Il deserto dei Tartari) film franco-germano-italien réalisé par Valerio Zurlini
- 9 février : Giacomo Matteotti (Il delitto Matteotti), film italien de Florestano Vancini
- 7 septembre : Une journée particulière (Una giornata particolare), film italo-canadien d'Ettore Scola
- 12 octobre : L'espion qui m'aimait (The spy who loved me) de Lewis Gilbert
- 19 octobre : Star Wars de George Lucas
- 30 novembre : L'Argent de la vieille (Lo scopone scientifico), film italien de Luigi Comencini.
- 30 novembre : Les Aventures de Bernard et Bianca (The Rescuers) de Wolfgang Reitherman, John Lounsbery et Art Stevens

## Festivals

### Cannes
- Palme d'or : Padre padrone des frères Taviani (Italie)
- Prix d'interprétation masculine : Fernando Rey pour Elisa, mon amour de Carlos Saura (Espagne)
- Prix d'interprétation féminine pour : Shelley Duvall dans Trois femmes de Robert Altman (États-Unis) et pour Monique Mercure dans J.A. Martin photographe de Jean Beaudin (Canada)

### Autres festivals
- Léopard d'or au Festival international du film de Locarno : Antonio Gramsci: I giorni del carcere de Lino Del Fra
- Carrie au bal du diable de Brian De Palma reçoit le Grand Prix au Festival international du film fantastique d'Avoriaz 1977.

## Récompenses

### Césars
- Meilleur film : Monsieur Klein de Joseph Losey obtient 3 Césars :, Meilleur réalisateur, meilleurs décors : Alexandre Trauner
- Meilleur acteur : Michel Galabru dans Le Juge et l'Assassin de Bertrand Tavernier qui obtient 3 Césars : Meilleur scénario : Jean Aurenche, meilleure musique : Philippe Sarde
- Meilleure actrice : Annie Girardot dans Docteur Françoise Gailland
- Meilleur second rôle féminin : Marie-France Pisier dans Barocco d'André Téchiné qui obtient 3 Césars : meilleure photo : Bruno Nuytten, meilleure musique : Philippe Sarde
- Meilleur Second-rôle masculin : Claude Brasseur dans Un éléphant ça trompe énormément d'Yves Robert
- Meilleur film étranger : Nous nous sommes tant aimés d'Ettore Scola
- Césars d'honneur pour Jacques Tati et Henri Langlois

### Autres récompenses
- Prix Louis-Delluc pour Diabolo menthe de Diane Kurys
- Prix Jean-Vigo pour Paradiso de Christian Bricout

## Box-Office

### France
| Class.                     | Titre                              | Pays                  | Réalisateur         | Box-Office France |
| -------------------------- | ---------------------------------- | --------------------- | ------------------- | ----------------- |
| 1.                         | Les Aventures de Bernard et Bianca | États-Unis d'Amérique | Wolfgang Reitherman | 7 219 476 entrées |
| 2.                         | Star Wars                          | États-Unis d'Amérique | George Lucas        | 6 450 991 entrées |
| 3.                         | L'Espion qui m'aimait              | États-Unis d'Amérique | Lewis Gilbert       | 3 500 993 entrées |
| 4.                         | Deux super-flics                   |                       | E. B. Clucher       | 3 433 101 entrées |
| 5.                         | L'Animal                           | France                | Claude Zidi         | 3 157 789 entrées |
| Source : cbo-boxoffice.com |                                    |                       |                     |                   |

### États-Unis
| Class. | Titre                               | Studio                  | Acteurs                                                          | Revenu (en USD) |
| ------ | ----------------------------------- | ----------------------- | ---------------------------------------------------------------- | --------------- |
| 1.     | La Guerre des étoiles*              | Lucasfilm/Fox           | Mark Hamill, Harrison Ford, Alec Guinness et Carrie Fisher       | 775 398 007 $   |
| 2.     | Rencontres du troisième type*       | Columbia                | Richard Dreyfuss, Teri Garr, Melinda Dillon et François Truffaut | 303 790 000 $   |
| 3.     | Les Aventures de Bernard et Bianca* | Walt Disney Productions | voix d'Eva Gabor, Bob Newhart et Geraldine Page                  | 74 100 000 $    |
| 4.     | La Fièvre du samedi soir            | Paramount               | John Travolta                                                    | 58 950 000 $    |
| 5.     | Adieu, je reste                     | MGM/Warner Bros.        | Richard Dreyfuss et Marsha Mason                                 | 41 839 000 $    |
| 6.     | Annie Hall                          | United Artists          | Diane Keaton et Woody Allen                                      | 38 251 425 $    |
| 7.     | Les Grands Fonds                    | Columbia                | Robert Shaw, Nick Nolte et Jacqueline Bisset                     | 31,266 000 $    |
| 8.     | Cours après moi shérif*             | Universal               | Burt Reynolds, Sally Field, Jerry Reed et Jackie Gleason         | 30 090 000 $    |
| 9.     | L'Espion qui m'aimait               | United Artists          | Roger Moore et Barbara Bach                                      | 24 365 000 $    |
| 10.    | Julia                               | Fox                     | Jane Fonda et Vanessa Redgrave                                   | 22 941 000 $    |

(*) Après au moins une nouvelle distribution au cinéma

## Principales naissances
- 7 janvier : Dustin Diamond
- 8 janvier : Amber Benson
- 13 janvier : Orlando Bloom
- 15 janvier : Ronald Zehrfeld
- 29 janvier : Justin Hartley
- 31 janvier : 
  - Kerry Washington
  - Bobby Moynihan
- 26 février : James Wan
- 24 mars : Jessica Chastain
- 25 mars : Darko Perić.
- 2 avril : Michael Fassbender
- 14 avril : Sarah Michelle Gellar
- 13 mai : Samantha Morton
- 20 mai : Guillaume Bouchède
- 7 juin : Fabrice Éboué
- 1er juillet : Liv Tyler
- 10 juillet : Chiwetel Ejiofor
- 27 juillet : Jonathan Rhys-Meyers
- 2 août : Edward Furlong
- 15 septembre : Tom Hardy
- 19 septembre : Erica Ash († 29 juillet 2024)
- 10 novembre : Brittany Murphy
- 16 novembre : Maggie Gyllenhaal
- 24 novembre : Colin Hanks
- 29 novembre : Mathieu Orcel
- 15 décembre : Geoff Stults

## Principaux décès

### Premier trimestre
- 12 janvier : Henri-Georges Clouzot, 69 ans, réalisateur
- 13 janvier : Henri Langlois, 62 ans, fondateur de la cinémathèque française
- 14 janvier : Peter Finch, 60 ans, acteur
- 18 février : Ralph Graves, 76 ans, acteur et réalisateur
- 26 février : Berthe Bovy, 90 ans, comédienne

### Deuxième trimestre
- 11 avril : Jacques Prévert, 77 ans, poète, scénariste et dialoguiste français
- 28 avril : Ricardo Cortez, 77 ans, acteur et réalisateur américain
- 15 mai : Herbert Wilcox, 85 ans, réalisateur, scénariste et producteur irlandais
- 31 mai : William Castle, 63 ans, réalisateur et producteur américain
- 2 juin : Stephen Boyd, 46 ans, acteur américain.
- 3 juin : Roberto Rossellini, 71 ans, réalisateur italien
- 21 juin : Fritz Genschow, 72 ans, acteur et réalisateur allemand

### Troisième trimestre
- 16 août : Elvis Presley, 42 ans, chanteur et acteur
- 19 août : Groucho Marx, 86 ans, acteur

### Quatrième trimestre
- 14 octobre : Bing Crosby, 74 ans, acteur et chanteur
- 18 novembre : Victor Francen, 89 ans, acteur
- 19 décembre : Jacques Tourneur, 73 ans, réalisateur
- 25 décembre : Charlie Chaplin, 88 ans, acteur et réalisateur
- 26 décembre : Howard Hawks, 81 ans, réalisateur, producteur, scénariste
- 26 décembre : Gina Palerme, 92 ans, actrice de cinéma muet